# Vuelta a La Rioja 2017
La 57.ª edición de la Vuelta a La Rioja, fue una carrera ciclista que se disputó el domingo 2 de abril de 2017, sobre un trazado de 150,5 kilómetros entre Villamediana de Iregua y Logroño.
La prueba perteneció al UCI Europe Tour 2017 de los Circuitos Continentales UCI, dentro de la categoría 1.1.

## Equipos participantes
| WorldTeams (2)- Movistar Team - Orica-Scott Equipos continentales profesionales (2)- Caja Rural-Seguros RGA - Israel Cycling Academy Equipos continentales (10)- Burgos-BH - Euskadi Basque Country-Murias - Inteja-Dominican - Kuwait-Cartucho.es - LA Alumínios-Metalusa-BlackJack - Louletano-Hospital de Loulé - RP-Boavista - Rietumu Banka-Riga - Sporting-Tavira - W52-FC Porto Equipo nacional- España |
| |

## Clasificaciones finales
- Las clasificaciones finalizaron de la siguiente forma:[2]

| \| Clasificación general \| Clasificación general \| Clasificación general \| Clasificación general \| Clasificación general \| \| Ciclista \| Ciclista \| Equipo \| Tiempo \| \| \| --------------------- \| ---------------------- \| ----------------------------- \| --------------------- \| --------------------- \| \| 1.º \| Rory Sutherland \| Movistar Team \| 3 h 25 min 07 s \| \| \| 2.º \| Michael Albasini \| Orica-Scott \| + 20 s \| \| \| 3.º \| José Joaquín Rojas \| Movistar Team \| + 20 s \| \| \| 4.º \| Diego Rubio \| Caja Rural-Seguros RGA \| + 20 s \| \| \| 5.º \| Albert Torres Barceló \| Inteja-Dominican cycling team \| + 48 s \| \| \| 6.º \| Dylan Page \| Caja Rural-Seguros RGA \| + 1 min 09 s \| \| \| 7.º \| Miguel Ángel Fernández \| España \| + 1 min 09 s \| \| \| 8.º \| Carlos Barbero \| Movistar Team \| + 1 min 09 s \| \| \| 9.º \| Daniel López Parada \| Burgos-BH \| + 1 min 09 s \| \| \| 10.º \| Daniel Freitas \| W52-FC Porto \| + 1 min 09 s \| \| |                        |                               |                 |
| |                        |                               |                 |
| Fuentes: ProCyclingStats Cycling Quotient Cycling Archives |                        |                               |                 |
| Clasificación general |                        |                               |                 |
| Ciclista | Ciclista               | Equipo                        | Tiempo          |
| 1.º | Rory Sutherland        | Movistar Team                 | 3 h 25 min 07 s |
| 2.º | Michael Albasini       | Orica-Scott                   | + 20 s          |
| 3.º | José Joaquín Rojas     | Movistar Team                 | + 20 s          |
| 4.º | Diego Rubio            | Caja Rural-Seguros RGA        | + 20 s          |
| 5.º | Albert Torres Barceló  | Inteja-Dominican cycling team | + 48 s          |
| 6.º | Dylan Page             | Caja Rural-Seguros RGA        | + 1 min 09 s    |
| 7.º | Miguel Ángel Fernández | España                        | + 1 min 09 s    |
| 8.º | Carlos Barbero         | Movistar Team                 | + 1 min 09 s    |
| 9.º | Daniel López Parada    | Burgos-BH                     | + 1 min 09 s    |
| 10.º | Daniel Freitas         | W52-FC Porto                  | + 1 min 09 s    |